# Zoltán Latinovits

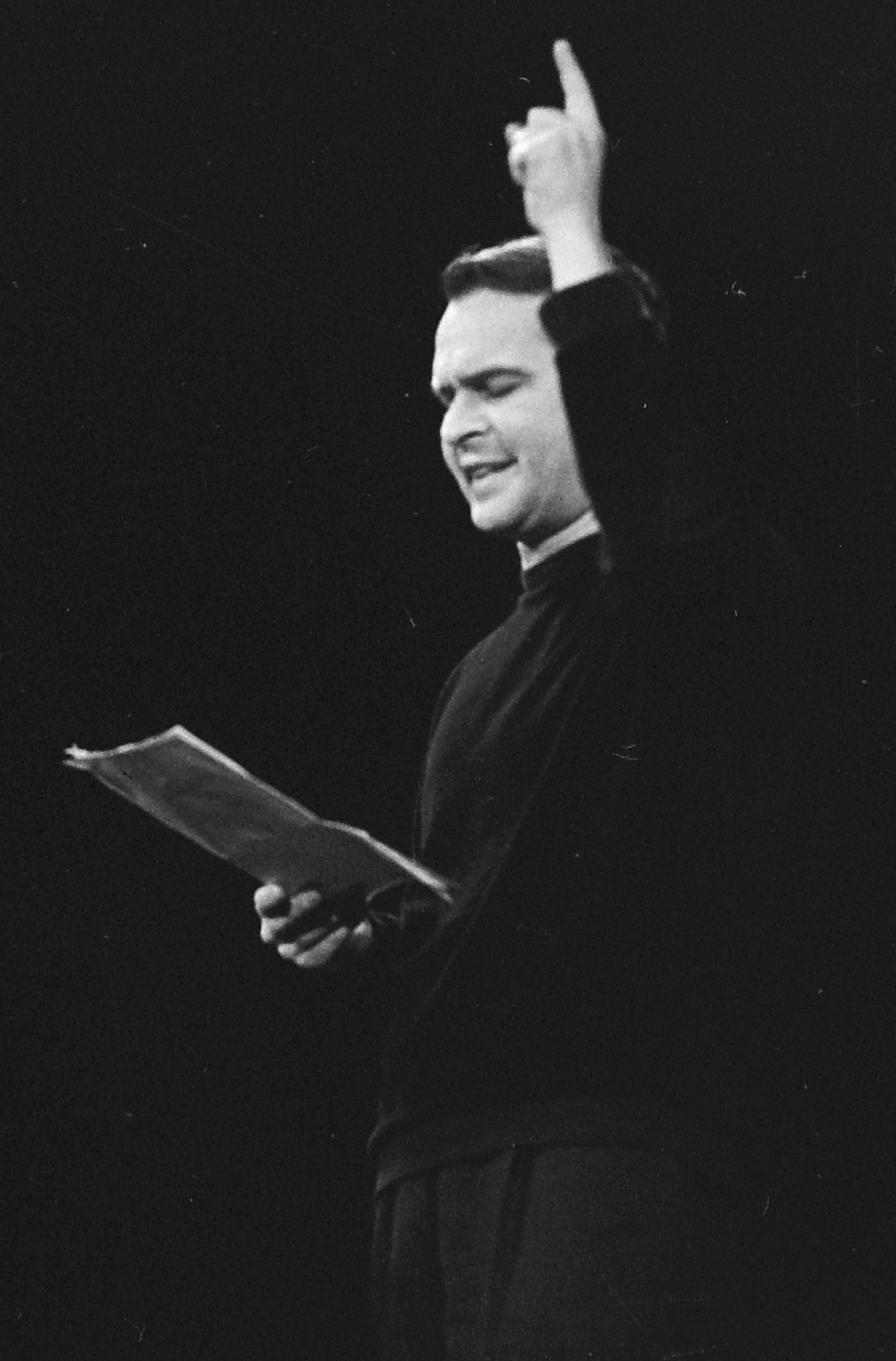
Zoltán Latinovits (1970)

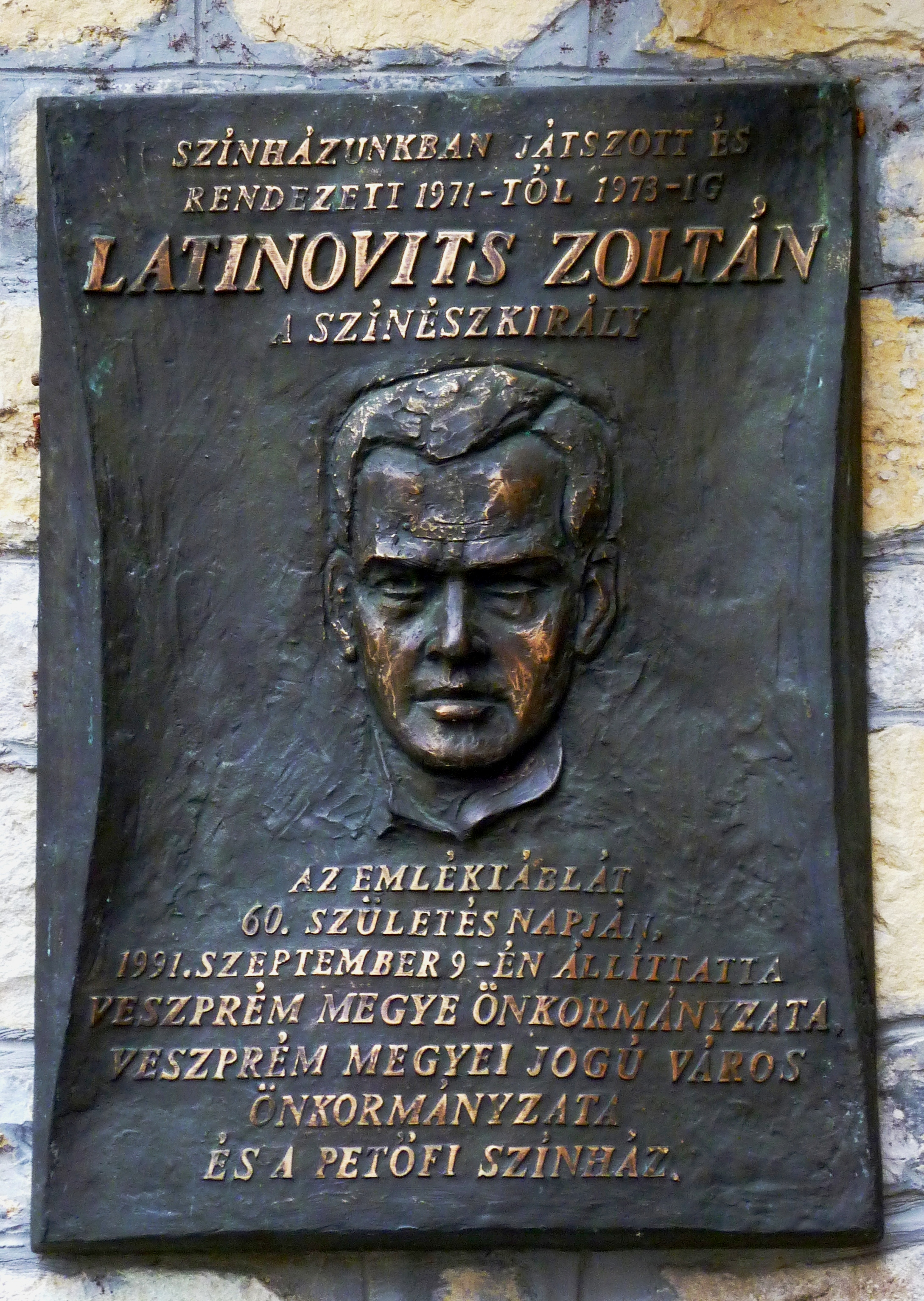
Gedenktafel am Petőfi-Theater in Veszprém

Zoltán Latinovits (* 9. September 1931 in Budapest; † 4. Juni 1976 in Balatonszemes) war ein ungarischer Bühnen- und Filmschauspieler.
Als Statist trat Latinovits am Theater in Debrecen auf, später auch in Miskolc und ab 1962 in Budapest am Lustspieltheater und am Thalia-Theater. Sein Filmdebüt hatte er 1959 in Imre Fehérs Zu Fuß in den Himmel, in dem er einen Wissenschaftler in einer Dreiecksbeziehung spielte. Weitere Hauptrollen übernahm er als Theologe Gábor Csiky in Zoltán Várkonyis Fotó Háber (1963), als Bildhauer in György Palásthys Sok hűség semmiért (1966) und als Julias Geliebter Vili in Frigyes Mamcserovs Alfa Rómeó és Júlia (1968). Für seine Darstellung des Schriftstellers in György Révész’ Utazás a koponyám körül – einer Literaturverfilmung nach Frigyes Karinthy – erhielt er 1970 eine Auszeichnung als bester Schauspieler auf dem Filmfestival von San Sebastian. Mehrmals arbeitete Latinovits auch mit dem Regisseur Zoltán Fábri, so in Isten hozta, őrnagy úr (1969), 141 perc a befejezetlen mondatból (1974) und Az ötödik (1976).
Latinovits lebte ab den 1960er Jahren mit der Schauspielerin Éva Ruttkai zusammen, mit der ihn auch eine fruchtbare berufliche Zusammenarbeit verband.
Latinovits starb am 4. Juni 1976 an einem Bahnübergang nahe dem Plattensee unter ungeklärten Umständen. Während manche Berichte von Selbstmord sprechen, gibt es auch Indizien für einen Unfall. Wohl auch wegen der Ähnlichkeiten mit dem Suizid des Dichters Attila József, der sich 1937 in der gleichen Gegend vor einen Zug geworfen hatte, löste der Tod des „Schauspielerkönigs“ ein enormes Echo aus. Mehrere bekannte Dichter wie Gyula Illyés nahmen in Gedichten Abschied von Latinovits.
1990 wurde ihm postum der Kossuth-Preis verliehen.

## Filmografie
- 1959: Zu Fuß in den Himmel (Gyalog a mennyországba)
- 1962: Ein Goldmensch (Az Aranyember)
- 1962: Im Villenviertel (Kertes házak utcája)
- 1963: Cantata Profana (Oldás és kötés)
- 1963: Foto Haber (Fotó Háber)
- 1963: Die Lerche (Pacsirta)
- 1964: Die gute Partie (Iszony)
- 1964: Karambolage (Karambol)
- 1965: Licht hinterm Vorhang (Fény a redőny mögött)
- 1966: Die Hoffnungslosen (Szegénylegények)
- 1966: Kalte Tage (Hideg napok)
- 1966: Die Treue der Eva (Sok hűség semmiért)
- 1966: Minden kezdet nehéz
- 1966: Die Fehde der Geier (Egy magyar nábob)
- 1966: Der goldene Drachen (Aranysárkány)
- 1966: Die Vergeltung (Kárpáthy Zoltán)
- 1966: Un dann hat der Kerl... (És akkor a pasas...)
- 1966: Drei Nächte einer Liebe (Egy szerelem három éjszakája)
- 1967: Taufe (Keresztelő)
- 1967: Das Kartenhaus (Kártyavár)
- 1967: Die Jungen vom Platz (Fiúk a térről)
- 1967: Die Nixe auf dem Siegelring (Sellő a pecsétgyűrűn)
- 1967: Eine Studie über die Frauen (Tanulmány a nőkről)
- 1967: Wände (Falak)
- 1968: Sterne von Eger (Egri csillagok)
- 1968: Stille und Schrei (Csend és kiáltás)
- 1968: Bánk bán
- 1968: Alfa Romeo und Julia (Alfa Rómeó és Júlia)
- 1968: Eigenes Spielfeld (Hazai pálya)
- 1968: Lady Hamilton – Zwischen Schmach und Liebe
- 1968: Mocorgó
- 1969: Urlaub ohne Jenö (A nagy kék jelzés)
- 1969: Der Meisterverbrecher (Az alvilág professzora)
- 1969: Der Erbe (Az örökös)
- 1969: Familie Tóth (Isten hozta, őrnagy úr!)
- 1969: Ein unvergeßlicher Sommer (A régi nyár)
- 1969: Das unruhige Leben des Ferenc Prenn (Én, Prenn Ferenc...)
- 1970: Reise um meinen Schädel (Utazás a koponyám körül)
- 1970: Szemtől szembe
- 1970: Kéktiszta szerelem
- 1971: Die Csárdásfürstin (Csárdáskirálynő)
- 1971: Sindbad (Szindbád)
- 1971: Die besten Mannesjahre (A legszebb férfikor)
- 1972: Braches Land (A magyar ugaron)
- 1972: Meine 32 Namen (Harminckét nevem volt)
- 1972: Es war einmal eine Familie (Volt egyszer egy család)
- 1974: Die Pendragon-Legende (A Pendragon legenda)
- 1974: Der Donauschiffer (A Dunai hajós)
- 1974: Der unvollendete Satz (141 perc a befejezetlen mondatból)
- 1975: Der Alte (Az öreg)
- 1976: Amerikai anzix
- 1976: Lausbuben in den Ferien (Ballagó idő)
- 1976: Das fünfte Siegel (Az ötödik pecsét)